# Stazione di Agliano-Castelnuovo Calcea
La stazione di Agliano-Castelnuovo Calcea è una fermata ferroviaria della ferrovia Asti-Genova a servizio di Agliano Terme e di Castelnuovo Calcea.

## Storia
La stazione di Agliano-Castelnuovo Calcea venne attivata il 18 giugno 1893, all'apertura del tronco da Asti a Ovada della ferrovia Asti-Genova.

## Strutture ed impianti
L'originario piazzale binari disponeva di due binari passanti dedicati al traffico passeggeri, serviti ciascuno da una propria banchina e collegati mediante un attraversamento a raso con passerella in asfalto. Con i provvedimenti di risparmio e semplificazione attuati tra il 1991 e 1992, che portarono tra l'altro all'automazione della tratta, il binario in deviata e la relativa banchina furono eliminati. Venne pertanto conservato unicamente il binario di corsa della linea.
La fermata dispone di un fabbricato viaggiatori sviluppato su due piani fuori terra. A seguito dell'impresenziamento dell'impianto, lo stabile risulta completamente chiuso al pubblico ed in stato di abbandono. Sulla parete posta accanto al cancello di ingresso che collega la banchina al parcheggio esterno sono collocate una bacheca contenente gli orari ferroviari in formato cartaceo e un'obliteratrice. Per ovviare alla chiusura della sala d'attesa è presente una piccola pensilina in vetro e ferro come riparo in caso di maltempo.
L'area dell'ex scalo merci, i cui binari tronchi a servizio sono stati completamente asportati e dove è collocata una piccola cabina per il controllo del traffico da remoto, è sovente usata come deposito di materiale da parte di RFI in caso di lavori di manutenzione sulla linea.

## Servizi
La fermata viene classificata dal gestore Rete Ferroviaria Italiana all'interno della categoria bronze.

## Interscambi
Nei pressi della stazione sono attuati i seguenti interscambi:
- Fermata autobus